# 무선조종 헬리콥터
무선조종 헬리콥터(無線操縱helicopter)는 무선조종 방식으로 원격 조작되는 헬리콥터를 가리킨다. 
주로 1~5만원짜리 장난감 형태와 10~100만원짜리에 중급용 헬기, 500~3000만원짜리 고급용 헬기로 나뉜다. 그리고 보통 장난감 헬기는 3채널로 작동하고 중급용, 고급용 헬기는 4채널로 작동하는 경우가 많다. 그리고 헬기 중에는 3D헬기라는 6채널 헬기가 있는데 이 헬기는 일반 무선조종 헬기와 달리 뒤집혀서도 날고 옆으로도 나는 공연용 헬기가 또 있다. 또 보통 장난감 형태에 무선조종 헬기는 전기를 이용한 모터(전동기)를 이용해 동력을 얻는 반면, 중급용, 고급용 헬기는 일반 엔진과 제트엔진을 이용하여 동력을 얻는 경우가 많다.